# Carol Lynley
Carol Lynley (New York, 13 februari 1942 - Los Angeles, 3 september 2019) was een Amerikaans actrice.

## Biografie
Lynley begon haar acteercarrière op 14-jarige leeftijd. In de jaren 60 speelde ze onder meer in The Last Sunset naast Rock Hudson en Kirk Douglas en in The Cardinal naast Dorothy Gish. Hierna speelde ze vooral in televisieseries en televisiefilms. Zoals onder meer Fantasy Island, The Big Valley, Kojak, Harten 2, The Man from U.N.C.L.E., The fall guy en Charlie's Angels.
Lynley poseerde in 1965 voor Playboy.
Ze overleed op 77-jarige leeftijd in Pacific Palisades, Los Angeles.

## Filmografie (selectie)
- The Last Sunset (1961)
- The Stripper (1963)
- The Cardinal (1963)
- Bunny Lake Is Missing (1965)
- The Poseidon Adventure (1972)